# 2016 في سنغافورة
فيما يلي قوائم الأحداث التي وقعت خلال عام 2016 في سنغافورة.

## رياضة
- 1 يناير – سنغافورة في الألعاب الأولمبية الصيفية 2016

## أفلام
من الأفلام التي صدرت هذه السنة في سنغافورة:
- 1 يناير – المبتدئ من إخراج Boo Junfeng [الإنجليزية]‏.

## وفيات

### أغسطس
- 22 أغسطس – سيلابان راما ناطان (مواليد 1924)